# Aurora Jolie
Pour les articles homonymes, voir Jolie.
Aurora Jolie ou Nicara (Naples, Italie, 25 janvier 1988), est une actrice porno américaine.

## Biographie
Actrice métisse née à Naples en Italie, de parents, chrétiens très croyants et membres de l'armée américaine, Aurora est élevée en Virginie. Diplômée du lycée de Burbank en Californie, elle se lance dans le X en 2006, âgée à peine de 18 ans, commençant à tourner dans les séries Black, Big Ass, Big Tits, chez Voyeur Media, Redlight District, et Anabolic Video. Elle joue dans Aurora Jolie's Cum in My Booty.
Sa caractéristique est de se prétendre encore « techniquement » vierge, ne pratiquant jamais le coït vaginal dans ses films, mais tout le reste comme la sodomie, la fellation, l'éjaculation faciale, les rapports lesbiens, etc.
Aurora Jolie, bisexuelle au fessier « bubble butt », mesure 1,65 m pour 62 kg. Ses mensurations sont 85-65-90. Ses seins (85D), sont naturels.
Elle a été nommée par le magazine américain NightMoves comme Meilleure nouvelle starlette 2007.
Aurora Jolie apparait dans plusieurs vidéos hiphop comme Game "Wouldn't Get Far ft." Kanye West et Trey Songz "Brand New".

## Récompenses et nominations
- 2008 : Urban X Awards Best Anal Sex Scene - Brian Pumper et Aurora Jolie

nomination
- 2008 : AVN Awards - Best Anal Sex Scene, vidéo avec Brian Pumper - Cum in My Booty
- 2008 : F.A.M.E. Awards - Favorite Anal Starlet
- 2007 : NightMoves Magazine's Award - Best New Starlet